# Шузе на Лоари
Шузе на Лоари (фр. Chouzé-sur-Loire) је насељено место у Француској у региону Центар, у департману Ендр и Лоара.
По подацима из 2011. године у општини је живело 2107 становника, а густина насељености је износила 75,14 становника/km².

## Демографија
| 1962. | 1968. | 1975. | 1982. | 1990. | 2011. |
| ----- | ----- | ----- | ----- | ----- | ----- |
| 2.454 | 2.255 | 2.147 | 2.070 | 2.124 | 2.107 |